# Новосёловское сельское поселение (Симферопольский район)
Новосёловское се́льское поселе́ние (укр. Новоселівське сільське поселення, крымскотат. Новосёловка кой юрту) — муниципальное образование в составе Симферопольского района Республики Крым России.
Административный центр и единственный населённый пункт поселения — село Новосёловка. По другим данным к поселению относится часть села Лекарственное — 638 жителей на 1 февраля 2017 года (другая часть при этом относится к Пожарскому поселению).

## География
Территория поселения занимает земли в западной части района, в степном Крыму, в междуречье Западного Булганака и реки Тобе-Чокрак. Граничит, с севера, по часовой стрелке, со Скворцовским, Родниковским, Перовским, Пожарским, Кольчугинским и Николаевским сельскими поселениями.
Площадь поселения 23,53 км².

## Население
| 2001  | 2014  | 2015  | 2016  | 2017  | 2018  | 2019  |
| ----- | ----- | ----- | ----- | ----- | ----- | ----- |
| 1507  | ↘1420 | ↗1425 | ↗1440 | ↗1452 | ↗1468 | →1468 |
| 2020  | 2021  |       |       |       |       |       |
| ↘1454 | ↘1421 |       |       |       |       |       |

## История
В 1980 году был образован Новосёловский сельский совет (Симферопольский район), при разделении Водновского сельского совета на Пожарский и Новосёловский. С 12 февраля 1991 года совет в восстановленной Крымской АССР, 26 февраля 1992 года переименованной в Автономную Республику Крым. С 21 марта 2014 года в составе Крыма аннексировано Россией. Законом «Об установлении границ муниципальных образований и статусе муниципальных образований в Республике Крым» от 4 июня 2014 года территория административной единицы была объявлена муниципальным образованием со статусом сельского поселения.